# Ophiacantha scabra
Ophiacantha scabra är en ormstjärneart som beskrevs av Michael Sars 1857. Ophiacantha scabra ingår i släktet Ophiacantha och familjen knotterormstjärnor. Inga underarter finns listade i Catalogue of Life.